# Cloruro de 1-butil-3-metilimidazolio
El cloruro de 1-butil-3-metilimidazolio, 
es un líquido iónico y, como la mayor parte de estos líquidos, está siendo investigado últimamente como posible sustituto de disolventes orgánicos en procesos industriales y de laboratorio por ser más verdes.
Los estudios sobre la toxicidad de este tipo de disolventes, aunque determinantes, no son todavía muy exhaustivos, pero son fundamentales para el desarrollo de verdaderas aplicaciones verdes de esta nueva clase de disolventes. 

## Propiedades físico químicas
El [bmim]Cl se caracteriza por ser sólido a temperatura ambiiente, siendo posible su uso en reacciones de intercambio aniónico para preparar sales que son líquidas a temperatura ambiente. 
El [bmim]Cl es soluble en acetona, acetonitrilo, acetato de etilo, alcohol isopropílico, cloruro de metileno y agua a temperatura ambiente. Además, es inmiscible en hexano y tolueno. Existe en dos formas polimórficas, que han sido investigadas por cristalografía de Rayos-X.  

## Proceso de producción
No se ha desarrollado el proceso para la producción de este compuesto a gran escala, pero se han publicado varios métodos para la preparación de [bmim]Cl a pequeña escala. En general, se produce la reacción entre el ion 1-metilimidazolio ([bmim]+) y 1-clorobutano (BuCl) en cantidades equimolares o con un leve exceso de BuCl. Se calienta entre 70-150 °C manteniendo presión atmosférica. De esta manera se pueden utilizar disolventes (acetonitrilo o tolueno) y el tiempo de reacción es 24-48 horas (Dupont et al., 2002; Crowhurst et al., 2003 [supplemental material to published article]; Koel, 2000).
La síntesis del compuesto a altas presiones está libre de disolventes y el aporte de calor se realiza con microondas (Khadilkar and Rebeir, 2001, 2002; Varma and Namboodiri (2001a,b; Namboodiri and Varma, 2002 [U.S. EPA, Clean Processing Branch, National Risk Management Research Laboratory]).

## Persistencia medioambiental
No se tiene información específica sobre este compuesto al respecto. Aunque la volatilidad no es un problema, se podrían contemplar descargas de este compuesto al agua en el lanzamiento de la preparación del compuesto a nivel industrial. La descomposición termal de líquidos iónicos que contienen halogenuros puede liberar al medio ambiente halogenuros de hidrógeno o compuestos orgánicos halogenados.

## Usos y aplicaciones
Los campos de aplicación en los que se centran las investigaciones que se están comenzando a llevar a cabo sobre este líquido son, fundamentalmente, como reactante, en catálisis, como catalizador o parte de catalizador y especialmente, como disolvente. Uno de los ejemplos más importantes es el uso de [bmim]Cl en el craqueo de hidrocarburos y en la producción de otros líquidos iónicos como tetrafluoroborato de 1-butil-3-metilimidazolio. También se ha estudiado su uso como fase estacionaria en separaciones por cromatografía de gas y como fase móvil en cromatografía líquida.

## Toxicidad
No se dispone de información sobre ningún tipo de exposición del ser humano a este tipo de sustancias. Sí se sabe que: 
LD50 oral -> LD50 rata > 50 - 300 mg/kg;
LD50 dérmica -> LD50 rata > 2000 mg/kg
Tampoco se tienen datos de los posibles efectos reproductivos, carcinógenos o de inmunotoxicidad. Probablemente, la exposición más a tener en cuenta del ser humano con el [bmim]Cl ocurriría en el llenado de bidones u operaciones de ensacado del compuesto en forma de polvo. Sin embargo, como líquido iónico que es, a diferencia de disolventes orgánicos de polaridad similar, a menudo no inactivan enzimas. Además, se aprecia mayor estabilidad enzimática, mayor selectividad y mayor velocidad de reacción en reacciones biocatalíticas. 

### Seguridad
Frases R: R 25-36/38-51/53 
Es una sustancia estable a temperatura ambiente. Tóxico por ingestión. Irrita los ojos y la piel. Tóxico para los organismos acuáticos, puede provocar a largo plazo efectos negativos en el medio ambiente acuático.
Frases S: S 37-45-61
Se deberán usar guantes adecuados para su manipulación, de caucho de nitrilo. En caso de accidente o malestar, se deberá acudir inmediatamente al médico (si es posible, mostrarle la etiqueta). Peligroso para el medio ambiente. Evitar su liberación al medio ambiente.